# Elecciones estatales de Chihuahua de 1986
Las elecciones estatales de Chihuahua de 1986 se llevaron a cabo el domingo 6 de julio de 1986, y en ellas se renovaron los siguientes cargos de elección popular:
- Gobernador de Chihuahua. Titular del Poder Ejecutivo del estado, electo para un periodo de seis años no reelegibles en ningún caso, el candidato electo fue Fernando Baeza Meléndez, aunque en medio de graves acusaciones de fraude electoral.[2][3]
- 16 diputados del Congreso del Estado. 14 electos por mayoría relativa en cada uno de los distritos electorales y dos electos por el principio de representación proporcional mediante un sistema de lista.
- 67 ayuntamientos. Compuestos por un presidente municipal y regidores, electos para un periodo de tres años no reelegibles para el periodo inmediato.

## Contexto previo

### Elecciones estatales de 1983
En las elecciones estatales de 1983, por primera ocasión la oposición había logrado obtener un número considerable de presidencias municipales, siendo algunas de ellas de las más pobladas del estado entre ellas las de Chihuahua, Juárez, Delicias e Hidalgo del Parral que fueron ganadas por el Partido Acción Nacional que también se llevó el triunfo en los municipios de Camargo, Casas Grandes, Meoqui y Saucillo mientras que el Partido Popular Socialista se llevó la victoria en Coronado a la par que el Partido Socialista de los Trabajadores y el Partido Socialista Unificado de México harían lo propio en Cuauhtémoc e Ignacio Zaragoza respectivamente.
En este proceso electoral, la oposición, a manos del Partido Acción Nacional logró obtener sus primeros diputados de mayoría relativa al Congreso de Chihuahua, después de que este partido obtuviera el triunfo en los distritos electorales 1, 2, 4, 5 y 14.
Asimismo, durante este proceso el Partido Revolucionario Institucional impugnó los triunfos del PAN en Juárez, Nuevo Casas Grandes, Saucillo e Hidalgo del Parral mientras que el PAN denunció irregularidades en las elecciones municipales de Huejotitán, Rosario, Santa Bárbara, San Francisco del Oro y Santa Isabel a la par que el PPS lo hizo en Bocoyna y en Bachíniva mientras que el PST impugnaría las elecciones de Aquiles Serdán, López, Namiquipa y Rosario.
Finalmente, el PRI y el gobierno del estado, encabezado por Oscar Ornelas, reconocieron todos los triunfos del PAN a excepción de las elecciones municipales de Nuevo Casas Grandes y Madera, convocándose a una elección extraordinaria para estos municipios al año siguiente. Posteriormente, las elecciones municipales extraordinarias en Madera fueron impugnadas por el PAN, aunque el Congreso de Chihuahua finalmente desestimó la impugnación y dio el triunfo al candidato del PRI.
Posteriormente, y luego de la dictaminación que realizó una comisión de diputados del Congreso de Chihuahua, formada por legisladores de extracción priista, el 6 de diciembre de 1984 fue anulada la elección del Distrito 4 provocando que el presidente municipal de Ciudad Juárez Francisco Barrio Terrazas iniciara una huelga de hambre el 9 de diciembre con el fin de recolectar 44 mil firmas de ciudadanos de Juárez, un número similar a la votación obtenida por el candidato del PAN a dicho distrito Juan Saldaña Rodríguez, huelga que finalizó el mismo día al recabar en siete horas 46 mil 500 firmas. Nunca se realizó una elección extraordinaria para este distrito, quedando desierta la diputación durante toda la legislatura.
Posterior a dicha elección, el líder de la Confederación de Trabajadores de México Fidel Velázquez pidió una depuración total del PRI en el estado y criticó al gobernador Oscar Ornelas Kuchle al que calificó como un gobernante al servicio del PAN y los grupos económicos del estado refiriéndose a él como un «desgobernador».
Por otra parte, durante el año siguiente se darían varios conflictos entre los presidentes municipales de la oposición y el gobierno del estado debido a la reforma del artículo 115 de la Constitución en materia de municipalismo aprobados en febrero de 1983, toda vez que el gobierno del estado se negaría a entregar a los municipios opositores el manejo de las Juntas Municipales de Agua así como de los departamentos de tránsito, promoviendo un conjunto de reformas locales que impedían que se realizara la entrega de estas dependencias. También, aumentarían los conflictos por la invasión de terrenos entre el Comité de Defensa Popular y los ayuntamientos gobernados por el PAN, así como diversos conflictos entre sectores del PRI y los ayuntamientos opositores.

### Elecciones intermedias federales de 1985
El 7 de julio de 1985 se realizaron las elecciones federales de medio término en las cuales el Partido Acción Nacional logró ganar en cuatro de los diez distritos electorales que tenía el estado, siendo estos el Distrito 1 en la ciudad de Chihuahua y los Distritos 3, 4 y 8 en Ciudad Juárez mientras que el Partido Revolucionario Institucional logró el triunfo en los otros seis distritos del estado.
Estas victorias de Acción Nacional significaron un triunfo histórico para este partido que en estas mismas elecciones había logrado poco menos del 37 por ciento de la votación total emitida en el estado mientras que a la par el Revolucionario Institucional redujo su votación del 63 por ciento en la elección federal de 1982 a 51 por ciento en la elección federal de ese año según las cifras oficiales correspondientes al cómputo electoral.
Por su parte, el PAN y Guillermo Luján Peña, candidato de ese partido al Distrito 7 con cabecera en la capital del estado, acusaron al PRI y a su candidato, el sindicalista y líder en Chihuahua de la Confederación de Trabajadores de México, Jorge Doroteo Zapata de fraude electoral, puesto que los panistas alegaban que habían ganado por más de 7 mil votos. Ante esta situación, el PAN acusó al PRI de modificar y falsificar las actas de escrutinio de algunas casillas, mientras que el PRI impugnó varias casillas en las que ganó el PAN, entre ellas la casilla 27 de la ciudad de Chihuahua en donde había votado el gobernador del estado, Óscar Ornelas Kuchle, en donde acusaba al PAN de coaccionar el voto el día de la elección. Finalmente el Colegio Electoral de la Cámara de Diputados terminó desechando los recursos de apelación del PAN y dándole el triunfo al candidato del PRI.
A su vez, los resultados del Distrito 3 fueron controvertidos debido a que en el primer cómputo oficial solo se tomaron en cuenta los votos correspondientes a diez casillas toda vez que debido a que el Comité Distrital Electoral omitió el cómputo de 106 casillas de dicho distrito, hecho que fue calificado por el PAN y su candidato, Héctor Mejía Gutiérrez de un intento de fraude para buscar posicionar en la diputación federal al periodista Arnoldo Cabada de la O. Finalmente, el Colegio Electoral de la Cámara de Diputados ajustó los resultados de este distrito añadiendo los cómputos de las 106 casillas restantes, manteniéndose el triunfo del candidato del PAN. Debido a esto, el Colegio Electoral resolvió la elección de este distrito hasta el 24 de septiembre, y sus resultados no serían tomados en cuenta para la ponderación en el total nacional publicado en el Diario Oficial de la Federación.
Por otra parte, según consta en datos publicados por El Diario de Juárez en su edición del 18 de julio de 1985, las cifras obtenidas por los partidos políticos en la elección de 1985 fueron las siguientes:
| Distrito                                                 |         |         |         |         |       |         |       |       |       |       |     | N.R. | Nulos  | Total votos | Total votos | Padrón    |
| Distrito                                                 | Actas   | Cómputo | Actas   | Cómputo | Actas | Cómputo |       |       |       |       |     | N.R. | Nulos  |             |             | Padrón    |
| -------------------------------------------------------- | ------- | ------- | ------- | ------- | ----- | ------- | ----- | ----- | ----- | ----- | --- | ---- | ------ | ----------- | ----------- | --------- |
| Distrito 1                                               | 29,106  | 25,587  | 22,360  | 19,858  | 363   | 85      | 280   | 806   | 255   | 541   | 134 | 0    | 1,850  | 53,278      | 49,759      | 126,852   |
| Distrito 2                                               | 19,252  | 18,480  | 20,414  | 29,097  | 279   | 192     | 86    | 543   | 103   | 76    | 3   | 2    | 5,396  | 55,029      | 54,257      | 113,177   |
| Distrito 3                                               | 21,305  | 1,656   | 14,874  | 919     | 10    | 5       | 12    | 11    | 1     | 25    | 2   | 0    | 109    | 22,399      | 2,750       | 81,271    |
| Distrito 4                                               | 41,297  | 28,237  | 20,497  | 15,885  | 153   | 92      | 130   | 272   | 85    | 2,404 | 77  | 3    | 4,627  | 65,025      | 51,965      | 160,303   |
| Distrito 5                                               | 4,114   | 4,115   | 32,982  | 32,823  | 453   | 83      | 124   | 696   | 451   | 550   | 10  | 2    | 497    | 39,803      | 39,804      | 95,544    |
| Distrito 6                                               | 19,852  | 19,252  | 39,914  | 37,877  | 161   | 442     | 102   | 725   | 122   | 320   | 20  | 3    | 1,599  | 61,223      | 60,623      | 127,146   |
| Distrito 7                                               | 35,030  | 27,740  | 28,648  | 31,706  | 429   | 84      | 202   | 905   | 664   | 2,777 | 134 | 6    | 0      | 71,937      | 64,647      | 170,453   |
| Distrito 8                                               | 31,871  | 14,731  | 23,432  | 11,883  | 86    | 60      | 89    | 159   | 48    | 477   | 12  | 2    | 8,067  | 52,754      | 35,614      | 124,826   |
| Distrito 9                                               | 9,875   | 9,673   | 19,548  | 22,259  | 234   | 66      | 109   | 1,383 | 245   | 1,387 | 25  | 0    | 2,741  | 38,324      | 38,122      | 96,635    |
| Distrito 10                                              | 8,548   | 9,428   | 12,326  | 19,440  | 244   | 101     | 141   | 909   | 632   | 724   | 20  | 3    | 898    | 31,660      | 32,540      | 94,463    |
| Total                                                    | 220,250 | 158,899 | 234,467 | 221,747 | 2,412 | 1,210   | 1,275 | 6,409 | 2,606 | 9,281 | 437 | 21   | 25,784 | 491,432     | 430,081     | 1,190,670 |
| Fuente: Prácticas electorales y democracia en Chihuahua. |         |         |         |         |       |         |       |       |       |       |     |      |        |             |             |           |

De esta información publicada por El Diario, se desprendió que haciendo una comparación entre los datos obtenidos según las actas de escrutinio de las casillas y los resultados oficiales del cómputo de la elección realizado días después el PAN había perdido alrededor de 60 mil votos mientras el PRI había perdido poco más de 12 mil votos, esto debido a la anulación arbitraria de diversas casillas, sobre todo en los Distritos con cabecera en Ciudad Juárez.
Años después, en sus memorias, el entonces presidente de la república, Miguel de la Madrid comentaría sobre las elecciones federales intermedias en Chihuahua que las divergencias en los datos de las actas y los cómputos serían a causa de «un fraude electoral panista».

### Movimiento estudiantil en la UACH y caída del gobernador
En junio de 1985 un grupo de estudiantes y profesores de Universidad Autónoma de Chihuahua iniciaron una serie de protestas por la tercera reelección del rector Reyes Humberto de las Casas Duarte para un tercer periodo al mando de la Universidad, luego de que el 16 de junio, de las Casas hubiera anunciado su intención de buscar la reelección.
Aunado a las peticiones en contra de la reelección, los docentes de la universidad demandaban un aumento salarial, dado que debido a la crisis económica por la que atravesaba México en esos momentos, su salario no era suficiente. Mientras, algunos maestros acusaban al rector de estar a favor del Partido Acción Nacional pues decían, era familiar político del candidato a diputado federal de este partido por el Distrito 1, Eduardo Turati Álvarez. Posteriormente, el 18 de junio se realizaría el primer mitin en contra de su reelección en la Plaza Hidalgo ubicada en el centro de la Chihuahua entre los edificios del Palacio de Gobierno de Chihuahua y la rectoría de la Universidad.
El 20 de junio en sesión del Consejo Universitario se eligió la terna de la que sería votado el rector para el siguiente periodo, destacando dentro de ella el por entonces rector, Reyes Humberto de las Casas Duarte y posteriormente, el 25 de junio, de las Casas sería reelegido como rector hecho que generó la molestia del grupo opositor que acabó con la rectoría y varios autobuses del transporte público tomados por el grupo opositor.
Posteriormente, en una reunión con el gobernador y en medio de las vacaciones de verano, el grupo opositor acordó con el gobierno entregar la rectoría y los autobuses tomados en señal de protesta a unos días de una visita del presidente Miguel de la Madrid a Ciudad Juárez. El conflicto se tranquilizó debido a las vacaciones de verano, la tregua pactada y el final de las campañas electorales de las elecciones federales de ese año aunque se volvió a detonar en agosto con la remoción de varios directores que no eran afines a rectoría, como eran los casos de los de la Facultad de Zootecnia y la Facultad de Ciencias Químicas.
Posteriormente, entre el 14 y 2 de agosto se publicaron en el diario Excélsior  de la Ciudad de México una serie de reportajes en lo que se hacía ver que la situación política y social en Chihuahua era de completo descontrol, toda vez que un grupo liderado por el PAN, el clero y grupos empresariales «se habían apoderado del estado con la concesión del gobernador Ornelas». Ante esta situación, el 23 y 25 de agosto un grupo de empresarios de Chihuahua, Delicias y Parral mostraron su apoyo al gobernador Ornelas mediante diversos desplegados publicados en diarios estatales y nacionales.
El 27 de agosto, el gobernador solicitó al Congreso de Chihuahua una licencia de diez días para asistir al informe de gobierno del presidente de la república, Miguel de la Madrid en la Ciudad de México, siendo designando como encargado del despacho al secretario general de gobierno, Armando Almeida Martínez. El 3 de septiembre, un grupo de universitarios secuestró autobuses del transporte urbano y tomaron la rectoría hecho por el que Ornelas regresó de inmediato a Chihuahua para reunir a su gabinete y buscar diálogo con los líderes estudiantiles y con el mismo rector quien le manifestó que no cambiaría de opinión en torno a su reelección.
El 4 de septiembre, la policía del estado realizó un operativo para desalojar la Plaza Hidalgo, el cual fue fuertemente criticado por sectores de la política como el líder de la Confederación de Trabajadores de México, Fidel Velázquez quien criticó que se usara la fuerza pública para resolver un conflicto estudiantil, solicitando la intervención del gobierno federal toda vez que Ornelas era incapaz de resolver el conflicto universitario, añadiendo que «no ha habido nada importante que pueda alabarse del gobierno que dirige Ornelas». Por su parte, la Federación de Uniones Sindicales de Trabajadores Administrativos Universitarios acusó a Fidel Velázquez de ser instigador del conflicto en la Universidad, argumentando que «el dirigente cetemista desde hace más de un año ha metido las manos y violado la autonomía universitaria».
Para el 7 de septiembre alumnos del Instituto Tecnológico de Chihuahua se unieron a las protestas, mientras que el 9 de septiembre, de las Casas fue llamado a la Secretaría de Gobernación en la Ciudad de México y finalmente, el 11 de septiembre renunció al cargo. A pesar de su renuncia, y el nombramiento de Rodolfo Acosta Muñoz como rector, el conflicto no se solucionó dado que la Coordinadora Estudiantil manifestó su inconformidad, declarando que Acosta Muñoz, entonces director de la Facultad de Derecho, «era un reconocido incondicional y primo político del rector destituido».
Posteriormente, el 12 de septiembre, Fidel Velázquez declaró a la prensa que debían desaparecer los poderes en Chihuahua «simple y sencillamente por que no hay gobierno». En tanto, el Comité Directivo Estatal del PRI emitió al día siguiente un comunicado oficial en el que hacía un llamado a la unidad de los chihuahuenses y pedía fidelidad al Poder Ejecutivo del estado.
Finalmente, el 19 de septiembre de 1985, Ornelas presentó al Congreso de Chihuahua una solicitud de licencia «por tiempo indefinido», que dicho de otra manera, significaría su separación definitiva al cargo. El Congreso aceptó la licencia de Ornelas y procedió a nombrar gobernador interino al tesorero estatal, Saúl González Herrera, aunque los diputados del PAN en voz de su líder Guillermo Prieto Luján comentarían que «aceptar la renuncia, sería tanto como aceptar el chantaje de Fidel Velázquez; es una decisión que le fue impuesta y que atenta directamente contra la soberanía de Chihuahua».
En su solicitud de licencia, Ornelas aduciría los siguientes motivos:

Desde hace tiempo se ha estado desarrollando una situación política, caracterizada principalmente por un reiterado cuestionamiento del Gobierno del Estado, que dificulta la buena marcha de la administración pública y que es necesario hacer cesar mediante el cambio del titular del Poder Ejecutivo.

No es otro mi propósito que el de coadyuvar al fortalecimiento de la acción gubernamental en beneficio de la entidad y al advenimiento de una nueva situación en la que no operen circunstancias de inquietud o duda que graviten sobre el buen gobierno. Es esta razón de carácter político la que funda mi solicitud de licencia.
Oscar Ornelas al solicitar licencia a su cargo el 19 de septiembre de 1985.

Los meses siguientes, se daría a conocer en la prensa que la decisión de la escisión de Ornelas en el gobierno sería tomada por el presidente Miguel de la Madrid y el secretario de gobernación, Manuel Bartlett Díaz quien le comunicó a Ornelas unos días antes que debía dejar el cargo. Esto fue confirmado por el presidente de la Madrid que en sus memorias comentó que él mismo aprobó «la moción de sustituirlo y gobernación se encargó de hablar con él».
A pesar de las renuncias del rector Reyes Humberto de las Casas Duarte y del gobernador Ornelas el conflicto en la Universidad continuó pues la Coordinadora Estudiantil y el Frente Democrático Universitario no aceptaban la designación de Rodolfo Acosta Muñoz como rector por parte del Consejo Universitario. Debido a esta situación, el 12 de octubre el rector acusó al gobernador González Herrera de buscar imponer al delegado del Instituto del Fondo Nacional de la Vivienda para los Trabajadores, Rodolfo Torres Medina como rector por ser «incondicional de los actuales funcionarios estatales», hecho que finalmente sucedió el 28 de octubre luego de la renuncia de Acosta Muñoz.
Con posterioridad a la caída de Ornelas se comentó que lo que más se le reclamaba a Ornelas era el colocar a panistas en su gobierno, como el procurador general del estado Luis Alfonso Rivera Soto y el oficial mayor Luis Monroy de la Rosa, así como la falta de control político que generó las pérdidas electorales de 1983 y 1985 además del riesgo de que Ornelas no asegurara un triunfo al PRI en la elección de 1986.

### Reformas a la Ley Electoral
El 10 de diciembre de 1985, el gobernador del estado, Saúl González Herrera presentó una iniciativa de reforma al Código Administrativo del Estado en materia electoral que entre otras cosas establecía el requisito de que los representantes de casilla nombrados por los partidos políticos tuvieran una residencia de al menos seis meses en el municipio y que estuvieran empadronados en la sección electoral correspondiente, además se limitaba el número de representantes de los partidos a nivel estatal, distrital y municipal a tres; se cambiaba la conformación de la Comisión Estatal Electoral, a la par que estipulaba la prohibición para realizar proselitismo político el día de la jornada electoral y los tres días anteriores entre otros cambios menores, la cual fue aprobada rápidamente el 14 de diciembre por los diputados del  Congreso del Estado sin la presencia del grupo parlamentario del PAN que unas horas antes habían abandonado la sesión.
Ese mismo día, los presidentes municipales de Ciudad Juárez, Francisco Barrio Terrazas y de Hidalgo del Parral, Gustavo Villareal Posada solicitaron licencia a su cargo para realizar una huelga de hambre en protesta por la a probación de dichas reformas, toda vez que el PAN acusó al PRI de promover estas reformas en aras de «realizar un fraude electoral». 
La huelga de hambre de los funcionarios panistas inició el domingo 15 de diciembre de 1985, a la que unos días después se unirían los presidente municipales de la ciudad de Chihuahua, Luis H. Álvarez y de Camargo, Carlos Aguilar Camargo y otros funcionarios panistas. Durante la huelga de Barrio en Ciudad Juárez, que duró 22 días, el PAN logró recabar 109 mil firmas de ciudadanos para ampararse ante la justicia federal en contra de las reformas promovidas por el PRI. Mientras, en Ciudad Juárez los panistas inician una serie de protestas de «desobediencia civil» que consistían en el sellado de billetes con consignas en contra de las reformas electorales, el cubrimiento de las placas de automóviles entre otras acciones.
A la par, los presidentes municipales de Delicias, Horacio González de las Casas y de Meoqui, Sergio Raúl Mata Lazo marcharon a pie desde Delicias hacia la capital del estado en protesta por las reformas. El 21 de diciembre, el grupo parlamentario del PAN en la Cámara de Diputados abandonó la sesión y se plantó en el Zócalo de la Ciudad de México como medida de presión para solicitar la intervención del presidente, Miguel de la Madrid. Al siguiente día, miembros del PAN bloquearon los accesos al Puente Internacional Santa Fe que conecta a Ciudad Juárez con la ciudad de El Paso en Texas.
Por su parte, el 3 de enero de 1986, Hortensia Olivas, esposa del presidente municipal de Ciudad Juárez, buscó entregar una carta al presidente Miguel de la Madrid para solicitar su intervención ante la huelga de hambre de Barrio, todo esto aprovechando una visita que el presidente haría a la ciudad de Mexicali, Baja California para recibir una visita del presidente de los Estados Unidos, Ronald Reagan, en donde además de no ser recibida fueron arrestados durante algunas horas los panistas Héctor Terán Terán y Javier Corral Jurado.
El gobernador interino, Saúl González Herrera, aceptó el 6 de enero de 1986 revisar las reformas para lo cual se creó una comisión conformada por miembros del PAN y personajes del gobierno en donde se analizarían los puntos que el PAN argüía eran parciales. La comisión, dirigida por Guillermo Prieto Luján impugnó las reformas, y señalaban que, para ser representante de partido solo era necesario demostrar ser originario de Chihuahua, a lo que el gobierno argumentó que con ello se buscaba evitar la intromisión en las elecciones de personas de otros estados. También, el PAN comentó que era necesario un mayor número de representantes ya que la limitación podía dar entrada a un fraude, cosa que el gobierno defendió diciendo que si había muchos representantes de los partidos podría haber desorden y confusión.
Para el día 11 de enero los representantes panistas dejaron las pláticas y el 17 de enero el gobernador los acusó de haber roto el diálogo que había iniciado el gobierno. Para el 29 de enero, el PAN inició en la ciudad de Chihuahua una «Caravana por la Democracia» liderada por el presidente municipal, Luis H. Álvarez que terminaría en la ciudad de Santiago de Querétaro el 21 de febrero.
A pesar de esto, las reformas no fueron derogadas y el PAN continuó manifestando públicamente su rechazo hacia ellas, inclusive ya entrada la campaña electoral.

## Precandidaturas y elecciones internas

### Partido Acción Nacional
A finales de 1986, el PAN publicó la convocatoria para elegir candidato a gobernador para las elecciones de 1986, en convención a realizarse el 26 de enero en la ciudad de Chihuahua. En las primeras semanas de enero, se inscribieron como precandidatos los presidentes municipales de Chihuahua, Luis H. Álvarez; de Juárez, Francisco Barrio Terrazas y de Hidalgo del Parral, Gustavo Villareal Posada.
Los resultados de la elección interna, en su segunda ronda fueron los siguientes:
|  | 22.95 % |

|  | 71.01 % |

|  | 6.04 % |

Finalmente, Barrio se registró formalmente como candidato a mediados de marzo de 1986. 

### Partido Revolucionario Institucional
El 20 de diciembre de 1985 se anunció mediante diversos medios que los diversos sectores del PRI habrían de apoyar al diputado federal por el Distrito 5, Fernando Baeza Meléndez en una eventual candidatura a la gubernatura del estado. Finalmente, el 7 de enero de 1986, luego de una convención estatal, Baeza fue anunciado como candidato de forma oficial. Baeza se registró como candidato ante la Comisión Estatal Electoral a mediados de marzo de 1986.
En sus memorias, el entonces presidente de México, Miguel de la Madrid comentaría que otros políticos priistas considerados para ser candidatos fueron José Ernesto Costamalle, Enrique Soto Izquierdo y Alonso Aguirre Ramos.

### Otras candidaturas
Por su parte el Partido Popular Socialista postuló al profesor Jesús Luján Gutiérrez; el Partido Demócrata Mexicano registró a Mariano Valencia González; mientras que el Partido Socialista Unificado de México optó por que su abanderado fuera el profesor Antonio Becerra Gaytán. Así mismo, el Partido Socialista de los Trabajadores postuló a Manuel de Jesús Bañuelos Hernández, el Partido Revolucionario de los Trabajadores prestó su registró al Comité de Defensa Popular, que decidió dar la candidatura a Rubén Aguilar Jiménez mientras que el Partido Auténtico de la Revolución Mexicana prefirió apoyar la candidatura del PRI y de Baeza.
Por otra parte, el Partido Mexicano de los Trabajadores buscó registrar a Eugenia Díaz Medina, pero al no ser nacida en el estado y no lograr demostrar una residencia mínima de treinta años en territorio estatal, no cumplió con uno de los requisitos solicitados por el Artículo 84 de la Constitución estatal, razón por la cual la Comisión Estatal Electoral, en sesión especial el 20 de marzo le negó el registro, motivo por el que su partido optó por finalmente no participar en las elecciones.

## Campaña electoral

### Partido Acción Nacional
Desde un inicio el Partido Acción Nacional y su candidato, Francisco Barrio Terrazas instalaron la narrativa de que el gobierno federal a través del PRI y la Secretaría de Gobernación estaba orquestando un fraude electoral 

### Partido Revolucionario Institucional
Por su parte, el PRI y su candidato iniciaron una campaña distinta a las acostumbradas por el Revolucionario Institucional, en donde ni siquiera usaban el emblema del partido en aras de que no se ligara a Baeza directamente a la política centralista del PRI y sus recientes escándalos de corrupción.  En este contexto, el PRI se decantó por buscar postular a miembros de los sectores empresariales a los principales cargos de elección popular en el estado, como fuere el caso del empresario Jaime Bermúdez Cuarón para la presidencia municipal de Ciudad Juárez así como la búsqueda de postular al empresario Leopoldo Mares Paredes a la presidencia municipal de Chihuahua.
Por otra parte, los sectores del PRI pasaban por momentos de poco protagonismo en el estado, en especial la Confederación de Trabajadores de México que, luego de la muerte de su líder en el estado, José Refugio Mar de la Rosa dos años antes, pasaba por momentos de reestructuración interna.

## Resultados electorales

### Gobernador
|  | 34.12 % |

|  | 59.45 % |

|  | 0.38 % |

|  | 0.09 % |

|  | 0.69 % |

|  | 0.28 % |

|  | 2.00 % |

|  | 0.00 % |

|  | 0.01 % |

|  | 97.03 % |

|  | 2.97 % |

|  | 51.70 % |

|  | 48.30 % |

### Ayuntamientos

Distribución de los ayuntamientos de Chihuahua por partido político:
Partido Acción Nacional
Partido Revolucionario Institucional
Partido Popular Socialista

|  | 34.51 % |

|  | 58.58 % |

|  | 0.45 % |

|  | 0.27 % |

|  | 0.08 % |

|  | 0.74 % |

|  | 0.33 % |

|  | 2.05 % |

|  | 0.02 % |

|  | 0.00 % |

|  | 97.04 % |

|  | 2.96 % |

|  | 51.67 % |

#### Ayuntamiento de Chihuahua
|  | 41.17 % |

|  | 49.33 % |

|  | 0.37 % |

|  | 0.11 % |

|  | 0.15 % |

|  | 0.98 % |

|  | 0.34 % |

|  | 5.19 % |

|  | 0.02 % |

|  | 0.02 % |

|  | 97.68 % |

|  | 2.32 % |

|  | 52.55 % |

|  | 47.45 % |

#### Ayuntamiento de Juárez
|  | 38.28 % |

|  | 54.75 % |

|  | 0.14 % |

|  | 0.09 % |

|  | 0.10 % |

|  | 0.22 % |

|  | 0.18 % |

|  | 1.70 % |

|  | 0.03 % |

|  | 0.01 % |

|  | 95.48 % |

|  | 4.52 % |

|  | 55.26 % |

|  | 44.74 % |

#### Ayuntamiento de Nuevo Casas Grandes
|  | 47.15 % |

|  | 46.64 % |

|  | 3.52 % |

|  | 0.05 % |

|  | 97.36 % |

|  | 2.64 % |

|  | 36.74 % |

|  | 63.26 % |

#### Ayuntamiento de Gómez Farías
- David Ramírez Coronado   Hecho

### Congreso del Estado de Chihuahua

Distribución de los distritos de Chihuahua por partido político:
Partido Revolucionario Institucional

|  | 35.22 % |

|  | 57.34 % |

|  | 0.46 % |

|  | 0.29 % |

|  | 0.09 % |

|  | 0.73 % |

|  | 0.29 % |

|  | 2.26 % |

|  | 0.02 % |

|  | 3.30 % |

|  | 100 % |